# Cleveland (Texas)
Cleveland ist eine Stadt im Liberty County im US-Bundesstaat Texas in den Vereinigten Staaten. Das U.S. Census Bureau hat bei der Volkszählung 2020 eine Einwohnerzahl von 7.471 ermittelt.

## Geographie
Die Stadt liegt im Nordwesten des Countys, im Südosten von Texas, ist im Süden etwa 100 Kilometer vom Golf von Mexiko, im Osten etwa 120 Kilometer von Louisiana entfernt und hat eine Gesamtfläche von 12,5 km². Es erstreckt sich in Teilen in die angrenzenden San Jacinto und Montgomery Countys.

## Geschichte
1854 erbaute Pater Peter La Cour nahe der heutigen Stadt eine Kirche um die herum sich eine kleine Ansiedlung bildete. 1878 hatte sich ein kleiner Ort gebildet und Charles Lander Cleveland stiftete Land um einen Bahnhof von der Houston East & West Texas Railway (heute Southern Pacific Railroad) zu erhalten. Daraufhin wurde der Ort nach ihm benannt.

## Demographische Daten
Nach der Volkszählung im Jahr 2000 lebten hier 7.605 Menschen in 2.645 Haushalten und 1.758 Familien. Die Bevölkerungsdichte betrug 610,5 Einwohner pro km². Ethnisch betrachtet setzte sich die Bevölkerung zusammen aus 58,65 % weißer Bevölkerung, 27,13 % Afroamerikanern, 0,33 % amerikanischen Ureinwohnern, 0,59 % Asiaten, 0,00 % Bewohnern aus dem pazifischen Inselraum und 11,58 % aus anderen ethnischen Gruppen. Etwa 1,72 % waren gemischter Abstammung und 20,51 % der Bevölkerung waren spanischer oder lateinamerikanischer Abstammung.
Von den 2.645 Haushalten hatten 34,0 % Kinder unter 18 Jahre, die im Haushalt lebten. 42,4 % davon waren verheiratete, zusammenlebende Paare. 19,0 % waren allein erziehende Mütter und 33,5 % waren keine Familien. 29,2 % aller Haushalte waren Singlehaushalte und in 13,9 % lebten Menschen, die 65 Jahre oder älter waren. Die Durchschnittshaushaltsgröße betrug 2,63 und die durchschnittliche Größe einer Familie belief sich auf 3,27 Personen.
27,4 % der Bevölkerung waren unter 18 Jahre alt, 10,7 % von 18 bis 24, 29,6 % von 25 bis 44, 18,3 % von 45 bis 64, und 14,0 % die 65 Jahre oder älter waren. Das Durchschnittsalter war 33 Jahre. Auf 100 weibliche Personen aller Altersgruppen kamen 101,0 männliche Personen. Auf 100 Frauen im Alter von 18 Jahren und darüber kamen 101,7 Männer.

Das jährliche Durchschnittseinkommen eines Haushalts betrug 24.164 USD, das Durchschnittseinkommen einer Familie 28.527 USD. Männer hatten ein Durchschnittseinkommen von 28.385 USD gegenüber den Frauen mit 17.889 USD. Das Prokopfeinkommen betrug 13.562 USD. 22,4 % der Bevölkerung und 19,3 % der Familien lebten unterhalb der Armutsgrenze. Davon waren 31,8 % Kinder und Jugendliche unter 18 Jahren und 16,1 % waren 65 oder älter.